# Forte Caroline
Forte Caroline foi uma tentativa de assentamento colonial francês na Flórida, localizado às margens do rio St. Johns, no atual Condado de Duval. Foi estabelecido sob a liderança de René Goulaine de Laudonnière em 22 de junho de 1564, após o alistamento de Jean Ribault e seus colonos huguenotes pelo rei Carlos IX para reivindicar a Flórida francesa antes da Espanha. A colônia francesa entrou em conflito com os espanhóis, que estabeleceram Santo Agostinho em 8 de setembro de 1565, e o Forte Caroline foi saqueado pelas tropas espanholas sob o comando de Pedro Menéndez de Avilés em 20 de setembro. Os espanhóis continuaram a ocupar o local como San Mateo até 1569.
A localização exata do antigo forte é desconhecida. Em 1953, o Serviço Nacional de Parques estabeleceu o Memorial Nacional do Forte Caroline ao longo da margem sul do Rio St. John, próximo ao ponto que comemora o primeiro desembarque de Laudonnière. Os estudiosos geralmente aceitam que este local fica nas proximidades do forte original, embora provavelmente não seja a localização exata. O memorial agora é administrado como parte da Reserva Ecológica e Histórica de Timucuan, mas também é uma unidade distinta sob administração do Serviço Nacional de Parques.